# Liste des livres écrits en créole réunionnais
Les titres avec un astérisque* sont des éditions bilingues créoles/français.

## Liste classée par auteurs
- Jean Albany
  - Bal indigo (Poésie), Chez l’auteur, Paris, 1976.
  - Bleu mascarin (Poésie), Chez l’auteur, Paris, 1969.
  - Fare Fare (Poésie), Chez l’auteur, Paris, 1978.
  - Indiennes (Poésie), Chez l’auteur, Paris, 1981.
  - Percale (Poésie), Chez l’auteur, Paris, 1979.
  - Vavangue (Poésie), Chez l’auteur, Paris, 1972.

- Alain Armand
  - Dictionnaire Kréol rénioné - Français (Dictionnaire), Océans Éditions (1987)  (ISBN 2-907064-01-0)
  - "Zordi an kasé brizé" Lecture Frédérique Hélias, Éditions K'A 2004 Ille-sur-Têt (ISBN 2-910791-28-7) édité erroné (BNF 39210865)

- Daniel Baggioni
  - Dictionnaire Créole Réunionnais/Français (Dictionnaire), Éditions l'Harmattan (1997)  (ISBN 2-908127-00-8)
- Laetitia Boqui-Queni, Fonnkèr La Liberté (Poésie), 2016

- Axel Gauvin
  - Romans po détak la lang démay lo kèr* (Poésie), Éditions du Tramail (1991)  (ISBN 2-908344-09-2)
  - "Kartié troi lète" Lecture Florence Béton, Éditions K'A 2006 Ille-sur-Têt  (ISBN 2-910791-33-5)

- Louis Héry, Fables créoles dédiées aux dames de l'île Bourbon , 1828

- Daniel Honoré
  - Contes créoles (tome1)* (Jeunesse), Éditions Udir (2003)  (ISBN 2-87863-041-6)
  - Contes créoles (tome2)* (Jeunesse), Éditions Udir (2005)  (ISBN 2-87863-048-3)
  - "Shemin Brakanot" Roman Réédition, Éditions K'A 2008 Ille-sur-Têt  (ISBN 2-910791-55-6)
  - "Vativien" Roman, Éditions K'A 2006 Ille-sur-Têt  (ISBN 2-910791-41-6)
  - "Loui Redona" Roman, Éditions K'A 2010 Ille-sur-Têt  (ISBN 978-2-910791-75-9)

- Céline Huet
  - Ti Jean et autres contes* (Jeunesse), Éditions Udir

- Teddy Iafare-Gangama
  - Dékolonant pa nou (théâtre), auto édition (2006)
  - Si ou té in frui (fonnkèr), Lédision ZAMALAK (2009)
  - Zamal Game (théâtre), Lédision ZAMALAK (2009)
  - Tigouya té i vé alé voir la mèr (conte), Epsilon éditions (2009)
  - La vil Dalton (traduction - BD), Epsilon éditions (2009)
  - Bin koué ou la pou fé (traduction - BD), Epsilon éditions (2010)
  - Billy the kid, lo dézordèr (traduction - BD), Epsilon éditions (2010)
  - Pou ou mème nou fé sa (traduction - BD), Epsilon éditions (2010)
  - "Isi Anndan" (recueil de poésies), Lédision Zamalak (2012)

- Graziella Leveneur
  - Dofé sou la pay kann (Roman), Éditions Grand Océan (2000)  (ISBN 2-912862-58-2)

- Yves Manglou
  - Alala Tiklou (Album jeunesse), Éditions du Paille-en-queue Noir
  - Kaloubadia Madam Debassayns (Roman), Éditions Orphie.

- André Payet
  - Tangol, Éditions le Grand Océan (2000).

- André Robèr
  - "Lékritir lot koté la mèr" fonnkèr, Éditions K'A 1998 Marseille  (ISBN 2-910791-04-1)
  - "Carnets de retour au pays natal" fonnkèr, Éditions K'A 2002 Marseille  (ISBN 2-910791-14-9)
  - "Un ours sous les tropiques", Éditions K'A 2008 Ille-sur-Têt  (ISBN 2-910791-57-2)
  - "Akoz in sinmil i sa pa siprim lo azar", (Fonnkèr pou lo zié, Poèmes visuels) Éditions K'A 2009 Ille-sur-Têt  (ISBN 2-910791-50-5)
  - "Ala inn, ala dé, ala mon la dé inn", (Fonnkèr pou lo zié, Poèmes visuels) Éditions K'A 2009 Ille-sur-Têt  (ISBN 2-910791-56-4)
  - "Profit ou lé dobout", (Fonnkèr pou lo zié, Poèmes visuels) Éditions K'A 2009 Ille-sur-Têt  (ISBN 2-910791-60-2)

- Jean-Louis Robert
  - Larzor et autres contes créoles* (Jeunesse), Éditions l'Harmattan
  - Le petit Erre* (Jeunesse), Éditions Orphie (2005)  (ISBN 2-87763-289-X)
  - Lo gou zoli ver (Recueil de nouvelles), Éditions Udir
  - "Creuse, ta tombe" Roman, Éditions K'A 2006 Ille-sur-Têt  (ISBN 2-910791-42-4)
  - "Tramayaz" fonnkèr, Éditions K'A 2006 Ille-sur-Têt  (ISBN 2-910791-47-5)
  - "Babrius" Fables grecques traduites par Jean louis Robert, Éditions K'A 2009 Ille-sur-Têt  (ISBN 978-2-910791-71-1)

- Danyel Waro
  - Démavouz la vi, Éditions le Grand Océan (1996)
  - "Démavouz la vi" fonnkèr réédition, lecture Félix Marimoutou, Éditions K'A 2008 Ille-sur-Têt  (ISBN 2-910791-61-0)

## Liste classée par titres
- Alala Tiklou (Album jeunesse), Yves Manglou, Éditions du Paille-en-queue Noir

- Bal indigo (Poésie), Jean Albany, Chez l’auteur, 1976.
- Bleu mascarin (Poésie), Jean Albany, Chez l’auteur, 1969.

- Contes créoles (tome1)* (Jeunesse), Daniel Honoré, Éditions Udir
- Contes créoles (tome2)* (Jeunesse), Daniel Honoré, Éditions Udir

- Démavouz la vi (Autres), Danyel Waro, Éditions le Grand Océan (1996)
- Dictionnaire Créole Réunionnais/Français (Dictionnaire), Daniel Baggioni, Éditions l'Harmattan
- Dictionnaire Kréol rénioné - Français (Dictionnaire), Alain Armand, Océans Éditions (1987)
- Dofé sou la pay kann (Roman), Graziella Leveneur, Éditions Grand Océan

- Fare Fare (Poésie), Jean Albany, Chez l’auteur, 1978.

- Indiennes (Poésie), Jean Albany, Chez l’auteur, 1981.

- Kaloubadia Madam Debassayns (Roman), Yves Manglou, Éditions Orphie

- Larzor et autres contes créoles* (Jeunesse), Jean-Louis Robert, Éditions l'Harmattan
- Le petit Erre* (Jeunesse), Jean-Louis Robert, Éditions Orphie
- Lo gou zoli ver (Recueil de nouvelles), Jean-Louis Robert, Éditions Udir

- Percale (Poésie), Jean Albany, Chez l’auteur, 1979.

- Romans po détak la lang démay lo kèr* (Poésie), Axel Gauvin, Éditions du Tramail 1991.

- Si ou té in frui (poésie), Teddy Iafare-Gangama, Lédision ZAMALAK (2009)

- Tangol (Poésie), André Payet, Éditions le Grand Océan (2000)
- Ti Jean et autres contes* (Jeunesse), Céline Huet, Éditions Udir

- Vavangue (Poésie), Jean Albany, Chez l’auteur, 1972.

## Liste classée par Genre
- Album Jeunesse
  - Alala Tiklou, Yves Manglou, Éditions du Paille-en-queue Noir

- Jeunesse
  - Contes créoles (tome1)*, Daniel Honoré, Éditions Udir
  - Contes créoles (tome2)*, Daniel Honoré, Éditions Udir
  - Larzor et autres contes créoles*, Jean-Louis Robert, Éditions l'Harmattan
  - Le petit Erre*, Jean-Louis Robert, Éditions Orphie
  - Ti Jean et autres contes*, Céline Huet, Éditions Udir
  - Scargo*, Moonlight Éditions Orphie

- Dictionnaire
  - Dictionnaire Créole Réunionnais/Français, Daniel Baggioni, Éditions l'Harmattan
  - Dictionnaire Kréol rénioné - Français, Alain Armand, Océans Éditions 1987.
  - Dictionnaire étymologique du créole réunionnais. Mots d'origine asiatique (définitions en français et anglais), Pascal Marion, Carré de sucre, 2009.

- Nouvelles
  - Lo gou zoli ver, Jean-Louis Robert, Éditions Udir

- Poésie
  - Bal indigo (Poésie), Jean Albany, Chez l’auteur, 1976.
  - Bleu mascarin (Poésie), Jean Albany, Chez l’auteur, 1969.
  - Fare Fare (Poésie), Jean Albany, Chez l’auteur, 1978.
  - Indiennes (Poésie), Jean Albany, Chez l’auteur, 1981.
  - Percale (Poésie), Jean Albany, Chez l’auteur, 1979.
  - Romans po détak la lang démay lo kèr*, Axel Gauvin, Éditions du Tramail 1991.
  - Tangol (Poésie), André Payet, Éditions le Grand Océan 2000.
  - Vavangue (Poésie), Jean Albany, Chez l’auteur, 1972.

- Roman
  - Kaloubadia Madam Debassayns, Yves Manglou, Éditions Orphie
  - Dofé sou la pay kann, Graziella Leveneur, Éditions Grand Océan

- Autres
  - Démavouz la vi, Danyel Waro, Éditions le Grand Océan 1996.